# بلوكهاوس إيبرليك
بلوكهاوس إيبرليك ويشار إليه أيضًا باسم «مخبأ واتن» أو ببساطة «واتن») هو مخبأ من الحرب العالمية الثانية، وهو الآن جزء من متحف، بالقرب من سان أومير في شمال مقاطعة با دو كاليه في فرنسا، وعلى بعد حوالي 14.4 كيلومترًا (8.9 ميلًا) فقط شمال غرب منشأة إطلاق لا كوبول ڤي-2 الأكثر تطورًا، في نفس المنطقة العامة.
تم بناء المخبأ من قبل ألمانيا النازية تحت الاسم الرمزي كرافتويرك نورد ويست (محطة توليد الطاقة الشمالية الغربية) بين مارس 1943 ويوليو 1944، وكان من المفترض في الأصل أن يكون منشأة لإطلاق الصاروخ الباليستي ڤي-2 (أ-4). تم تصميمها لاستيعاب أكثر من 100 صاروخ في وقت واحد وإطلاق ما يصل إلى 36 صاروخًا يوميًا.
وكان من المقرر أن يضم المرفق مصنعًا للأكسجين السائل ومحطة سكة حديدية مقاومة للقنابل للسماح بتسليم الصواريخ والإمدادات من منشآت الإنتاج في ألمانيا. تم بناؤه باستخدام عمل آلاف أسرى الحرب والعمال المجندين قسراً والذين تم استخدامهم كعمال رقيق.
لم يتم إكمال بناء المخبأ أبدًا نتيجة للقصف المتكرر الذي شنته القوات الجوية البريطانية والأمريكية كجزء من عملية القوس والنشاب ضد برنامج الأسلحة الألمانية ڤي. وتسببت الهجمات في أضرار جسيمة وجعلت المخبأ غير صالح للاستخدام للغرض الأصلي منه. تم بعد ذلك إكمال جزء من المخبأ لاستخدامه كمصنع للأكسجين السائل. تم الاستيلاء عليها من قبل قوات الحلفاء في بداية سبتمبر 1944، على الرغم من أن الحلفاء لم يكتشفوا غرضها الحقيقي حتى بعد الحرب. تم إطلاق صواريخ ڤي-2 بدلاً من ذلك من بطاريات متنقلة تعتمد على عربة ميلر والتي كانت أقل عرضة للهجمات الجوية.
تم الحفاظ على المخبأ كجزء من متحف مملوك للقطاع الخاص يعرض تاريخ الموقع وبرنامج الأسلحة الألمانية ڤي. لقد تم حمايتها من قبل الدولة الفرنسية باعتبارها معلم تاريخي منذ عام 1986.

## الخلفية
تم تطوير الصاروخ الباليستي أ-4 (المشار إليه باسم ڤي-2 منذ سبتمبر 1944) من قبل الألمان بين عامي 1939 و1944. اعتبرها أدولف هتلر بمثابة سلاح عجيب، وكان يعتقد أنها قادرة على تغيير مجرى الحرب. وكان نشرها العملي مقيدًا بعدة عوامل. كانت هناك حاجة إلى إمدادات كبيرة من الأكسجين السائل المبرد (لوكس) كمؤكسد لتزويد الصواريخ بالوقود. يتبخر لوكس بسرعة، مما يتطلب وجود مصدر قريب إلى حد معقول من موقع الحرق من أجل تقليل الخسائر من خلال التبخر. لم تكن ألمانيا والدول المحتلة في ذلك الوقت تمتلك القدرة التصنيعية الكافية لكمية لوكس المطلوبة لحملة أ-4 كاملة النطاق؛ بلغت القدرة الإنتاجية الإجمالية في عامي 1941 و1942 حوالي 215 طنًا يوميًا، ولكن كل إطلاق أ-4 تطلب حوالي 15 طنًا.
نظرًا لأن الصاروخ كان مخصصًا للاستخدام ضد لندن وجنوب إنجلترا، فإن مداه التشغيلي الذي يبلغ 320 كـم (200 ميل) يعني أن مواقع الإطلاق كان لابد أن تقع على مقربة من القناة الإنجليزية أو سواحل بحر الشمال الجنوبية، أو في شمال فرنسا، أو بلجيكا، أو غرب هولندا. كان هذا في متناول القوات الجوية المتحالفة بسهولة، لذلك كان لزامًا على أي موقع أن يكون قادرًا على مقاومة أو التهرب من القصف الجوي المتوقع.
تم طرح مفاهيم مختلفة لنشر الطائرة أ-4 في دراسة أجراها والتر دورنبرجر، رئيس مشروع تطوير الطائرة أ-4 في مركز أبحاث الجيش في بينيمونده، في مارس 1942. واقترح أن يتم نشر الصواريخ في مواقع ثابتة محمية بشكل كبير على شكل مخبأ مماثل لأقلام الغواصات الضخمة التي كانت قيد الإنشاء آنذاك في فرنسا والنرويج المحتلتين. ويمكن تخزين الصواريخ في مثل هذه المواقع، وتسليحها، وتزويدها بالوقود من مصنع إنتاج لوكس في الموقع، وإطلاقها. وقد قدم هذا مزايا تقنية كبيرة؛ إذ لم يقتصر الأمر على تقليل خسائر لوكس فحسب، بل تم تبسيط عملية الاختبار المعقدة قبل الإطلاق. يمكن الحفاظ على معدل إطلاق نار مرتفع حيث يمكن للمنشأة أن تعمل بشكل فعال مثل خط الإنتاج، مما يؤدي إلى إرسال تدفق ثابت من الصواريخ إلى منصات الإطلاق.
تم بناء أقلام الغواصات وغيرها من تحصينات جدار الأطلسي في عامي 1940 و1941، عندما كان الألمان يتمتعون بالتفوق الجوي وكانوا قادرين على ردع الهجمات الجوية للحلفاء. بحلول عام 1942، فقدت القوات الجوية للجيش الأمريكي هذه الميزة، والتي بدأت في الانتشار في إنجلترا في مايو 1942، وسلاح الجو الملكي الموسع بشكل كبير. فضل الجيش الألماني نهجًا بديلًا يستخدم منصات إطلاق متحركة على شكل مقطورة تسمى عربة ميلر مصحوبة بمعدات الاختبار والتزويد بالوقود المثبتة على عربات السكك الحديدية أو الشاحنات. على الرغم من أن هذا التكوين كان أقل كفاءة بكثير وكان من شأنه أن يكون لديه معدل إطلاق نار أقل بكثير، إلا أنه كان له ميزة كبيرة تتمثل في تقديم هدف أصغر بكثير للقوات الجوية المتحالفة. لم يكن الجيش مقتنعًا بقدرة المخابئ الثابتة على مقاومة الهجمات الجوية المتكررة وكان قلقًا بشكل خاص بشأن ضعف الطرق والسكك الحديدية في مواقع الإطلاق، والتي كانت ضرورية لإعادة تزويدها بالصواريخ والوقود.
في نوفمبر 1942، ناقش هتلر ووزير الذخائر ألبرت سبير تكوينات الإطلاق المحتملة وفحصا نماذج وخطط المخابئ والقاذفات المتحركة المقترحة. كان هتلر يفضل بشدة خيار المخبأ، على الرغم من أنه أعطى الضوء الأخضر أيضًا لإنتاج منصات إطلاق متحركة. تم إعداد تصميمين مختلفين للمخبأ: تصميم ب-ثالثاً-2أ يتضمن تجهيز الصاروخ للإطلاق داخل المخبأ، ثم نقله خارجًا إلى منصة إطلاق، بينما تصميم ب-ثالثاً-2 ب يتضمن رفع الصاروخ من داخل المخبأ إلى منصة إطلاق على السطح.
أصدر سبير أوامره ببناء مخبئين من قبل مجموعة بناء منظمة تودت وفقًا «لمعيار تحصين خاص» (سونديرباوستركي)، والذي يتطلب سقفًا من الخرسانة المسلحة بالفولاذ 5 م (16 قدم) سمك الجدران 3.5 م (11 قدم)سمكها. سيتم بناؤهما بالقرب من السواحل المقابلة لإنجلترا، أحدهما على كوت دوبال بالقرب من بولوني سور مير والآخر على شبه جزيرة كوتنتين بالقرب من شيربورغ. ستكون كل واحدة منها قادرة على إطلاق 36 صاروخًا يوميًا، وستحمل إمدادات كافية من الصواريخ والوقود لمدة ثلاثة أيام، وسيتم تشغيلها بواسطة 250 جنديًا.

## التصميم والموقع

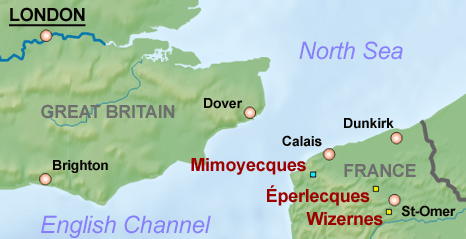
خريطة منطقة با دو كاليه وجنوب شرق إنجلترا تُظهر موقع إبيرليك ومواقع أسلحة ڤي الرئيسية الأخرى

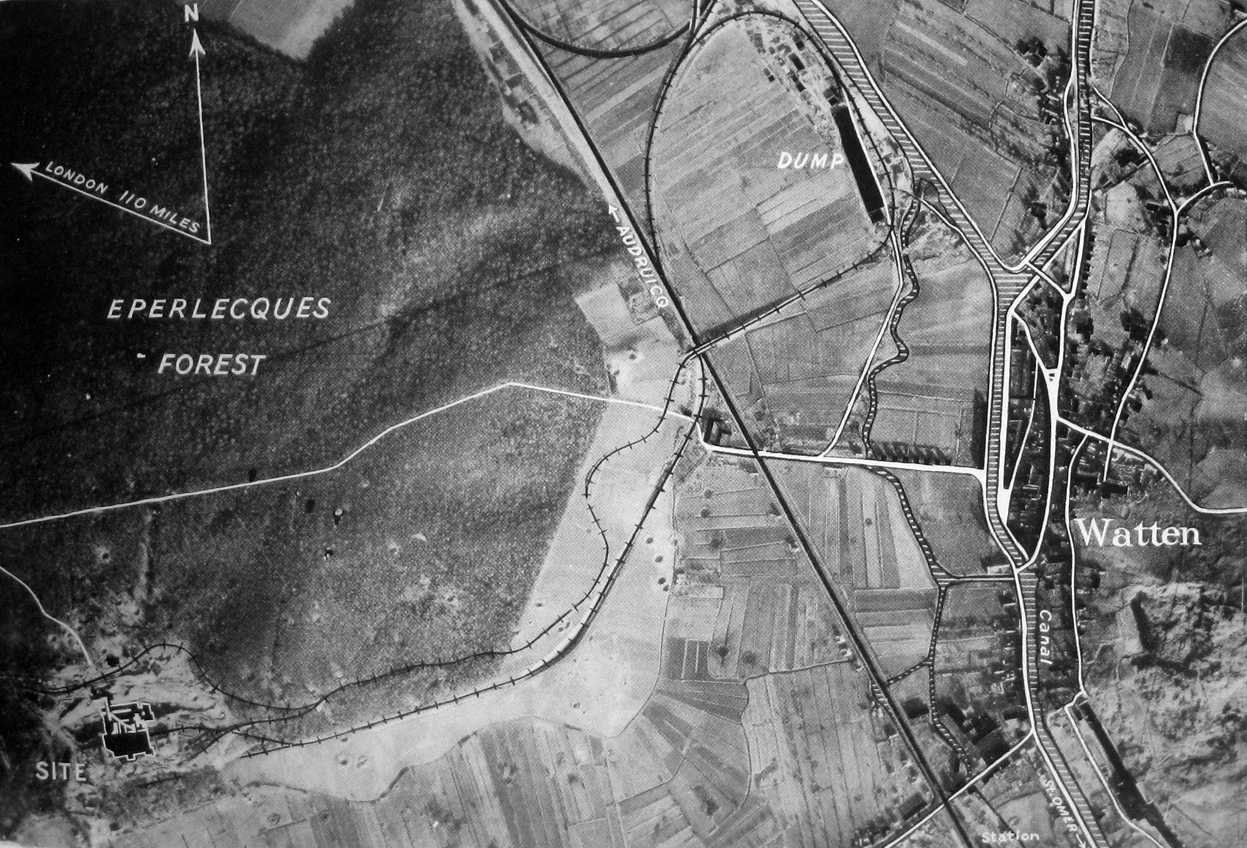
منظر جوي موضح لمنطقة واتن-إبيرليك.

في ديسمبر 1942، أمر سبير ضباط ومهندسي بينيمونده (بما في ذلك العقيد جيرهارد ستيجمير، والدكتور إرنست شتاينهوف والمقدم جورج توم) بجولة في منطقة أرتوا في شمال غرب فرنسا وتحديد موقع مناسب لمنشأة إطلاق أ-4. كان الموقع المختار يقع غرب بلدة واتن الصغيرة، في غابة إيبرليك، بالقرب من سانت أومير في مقاطعة با دو كاليه. تم إعطاؤها اسم الغلاف كرافتويرك نورد ويست (محطة الطاقة الشمالية الغربية).
كان الموقع مناسبًا لقربه من خط السكة الحديد الرئيسي بين كاليه وسان أومير، ونهر آا، والطرق الرئيسية وخطوط الشبكة الكهربائية. يقع على بعد 177 كـم (110 ميل) من لندن، كانت بعيدة عن الداخل بما يكفي لتكون آمنة من المدافع البحرية وكانت محمية إلى حد ما بسلسلة من التلال التي يبلغ ارتفاعها 90 م (300 قدم) مترًا). إلى الشمال.
وفي مدينة سانت أومير القريبة، كانت هناك قاعدة رئيسية للقوات الجوية الألمانية قادرة على توفير الدفاع الجوي للمنطقة. وكانت هناك محاجر للحصى والرمل بالإضافة إلى مصانع الأسمنت في المنطقة المجاورة، وهو ما من شأنه أن يساعد في توفير كمية هائلة من المواد التي ستكون مطلوبة لأعمال البناء. كانت الكميات المطلوبة كبيرة جدًا بالفعل؛ حيث كانت هناك حاجة إلى 200 ألف طن من الخرسانة و20 ألف طن من الفولاذ لبناء المنشأة. عندما قام اللواء لويس إتش. بريتون من الجيش الأمريكي بفحص الموقع بعد أن استولى عليه الحلفاء، وصف المخبأ بأنه «أكثر اتساعًا من أي منشآت خرسانية لدينا في الولايات المتحدة، باستثناء سد بولدر».
1. محطة قطار محصنة لتوصيل الصواريخ والإمدادات
2. تخزين الأكسجين السائل
3. قاعات العبور
4. قاعة الخدمة حيث سيتم تجهيز الصواريخ للإطلاق
5. مصنع إنتاج الأكسجين السائل
6. قاعات عبور تصطف على جانبيها حواجز مضادة للانفجارات، حيث يتم نقل الصواريخ إلى منصات الإطلاق
7. Launch pads
8. مركز التحكم في الإطلاق
9. خط سكة حديد قياسي يربط بين خط سكة حديد كاليه-سانت أومير

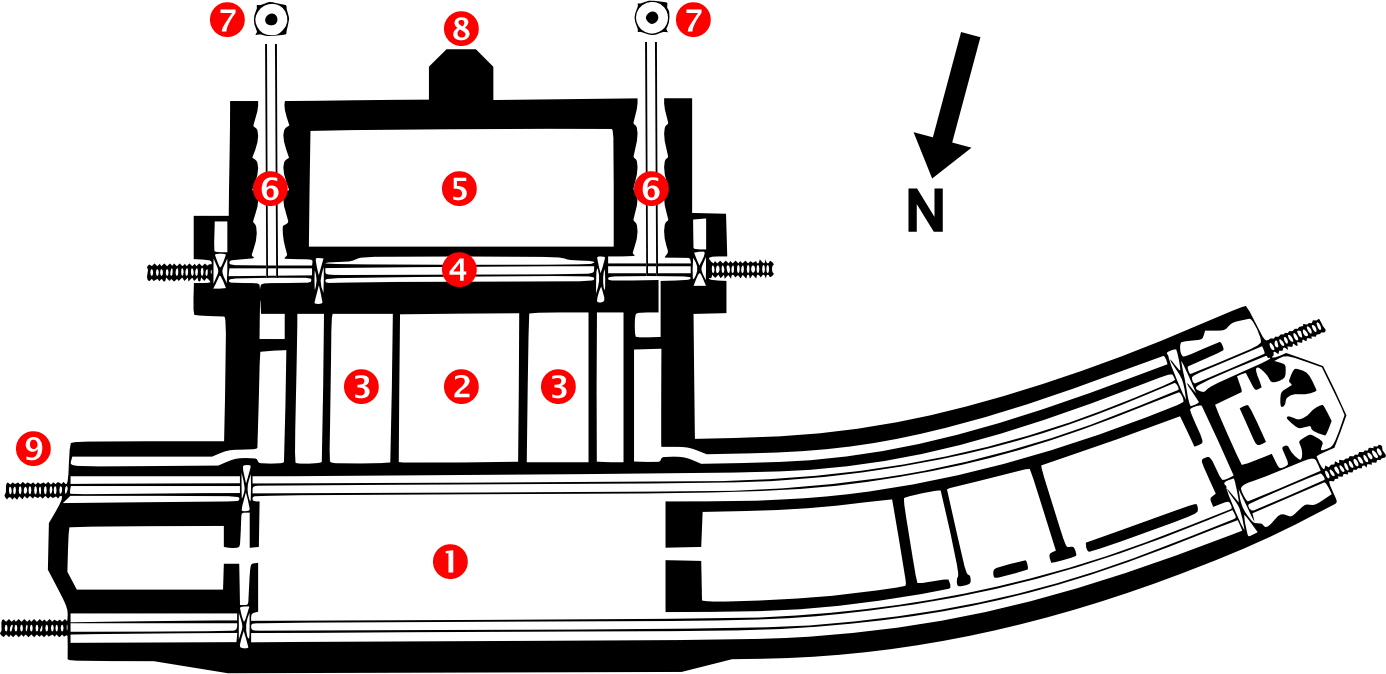
رسم تخطيطي للتصميم الأصلي المخطط لمخبأ واتن:

كان من المقرر بناء مخبأ واتن وفقًا لتصميم يعتمد على مخبأ ب-ثالثاً-2أ، على الرغم من أنه أكبر حجمًا بشكل كبير. كان الألمان قد خططوا في الأصل لبناء مصنع منفصل للغاز الطبيعي المسيل للدموع في ستيناي، ولكن تم التخلي عن هذا الخيار لصالح تركيب منشأة إنتاج للغاز الطبيعي المسيل للدموع داخل مخبأ واتن.
يتكون المخبأ من ثلاثة عناصر رئيسية. كان الجزء الرئيسي من المبنى عبارة عن هيكل عملاق يبلغ ارتفاعه حوالي 92 م (302 قدم) عرضًا و 28 م (92 قدم)يبلغ ارتفاع ويحتوي على مصنع لوكس وقبو حيث يتم تجميع الصواريخ وإعدادها. كانت جدرانها تصل إلى 7 م (23 قدم) سميكة وانخفضت مستويات عمل المخبأ 6 م (20 قدم) تحت الأرض. سيضم المصنع خمسة ضواغط هيلاندت، كل منها قادر على إنتاج حوالي 10 أطنان من لوكس يوميًا. كان من المقرر تخزين حوالي 150 طنًا من لوكس في خزانات معزولة في الموقع. وكان من المقرر أن تستوعب هذه المنشأة ما يصل إلى 108 صواريخ وكمية كافية من الوقود لتوفير ما يكفي من عمليات الإطلاق لمدة ثلاثة أيام. كان الألمان يخططون لإطلاق ما يصل إلى 36 صاروخًا يوميًا من الموقع.
على الجانب الشمالي من المبنى كانت هناك محطة سكة حديدية محصنة ذات مقياس قياسي، مرتبطة بخط كاليه-سانت أومير الرئيسي في واتن عبر خط سكة حديد 1.2 كـم (0.75 ميل)خط فرعي. وسيتم شحن الصواريخ والرؤوس الحربية والمكونات الأخرى إلى المحطة ونقلها على الشاحنات إلى المنطقة الرئيسية من المخبأ. هنا كان من المقرر تجميع الصواريخ ورفعها إلى وضع رأسي وتزويدها بالوقود وتسليحها. من قاعات التسليح، سيتم نقلهم إلى أي من طرفي المبنى من خلال أبواب دوارة 18 م (59 قدم) عالية. سيتم خروجهم من خلال الواجهة الجنوبية للمبنى وسيتم نقلهم على المسارات إلى منصات الإطلاق. لم تكن هناك أبواب على بوابات الخروج، لذا تم تركيب حواجز في ممر الخروج لصد انفجار الصواريخ التي يتم إطلاقها من الخارج. سيتم الإشراف على عمليات الإطلاق من برج القيادة الواقع في وسط الجانب الجنوبي من المخبأ، المطل على منصات الإطلاق.
إلى الشمال من المخبأ، أقام الألمان محطة طاقة مقاومة للقنابل بسعة 2,000 حصان (1.5 مجو)القدرة على توليد الطاقة. كان الموقع يعتمد في البداية على شبكة الكهرباء الرئيسية، ولكن كان من المقصود أن يكون له مصدر طاقة مستقل خاص به لتقليل احتمالية الانقطاع. كما ارتبط بمجمع واتن موقع لتتبع الرادار في بريديفين، 29 كـم (18 ميل) جنوب سانت أومير. تم تركيب نظام رادار عملاق من مدينة فورتسبورغ هناك لمتابعة مسارات الصواريخ ڤي-2 التي يتم إطلاقها من واتن. وكان الهدف هو متابعة المسار لأطول فترة ممكنة حتى يمكن تحديد دقة إطلاق الصواريخ.

## البناء

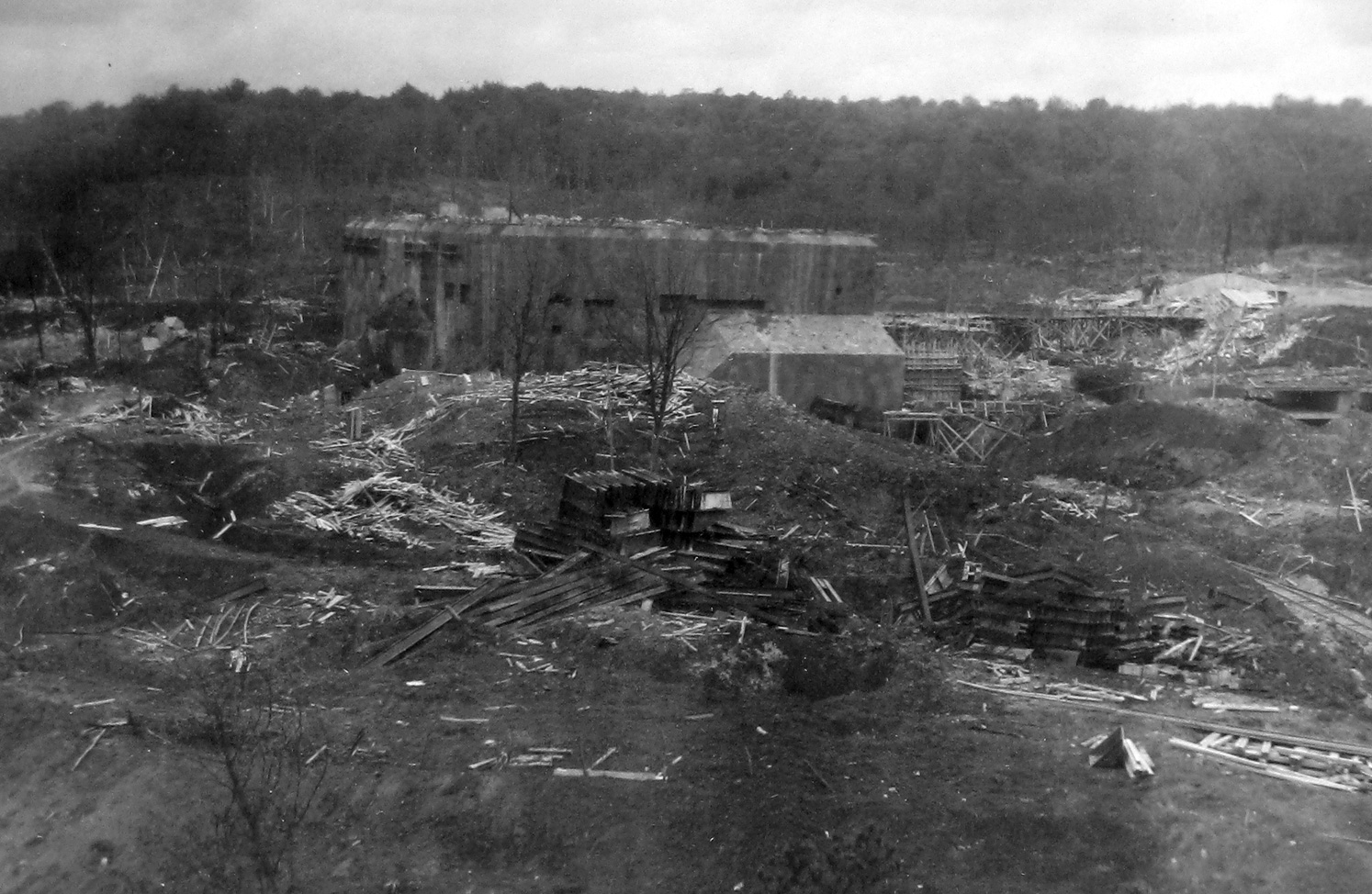
أعمال البناء في موقع واتن، كما شوهدت من خلال رحلة استطلاعية منخفضة المستوى تابعة لسلاح الجو الملكي البريطاني على ارتفاع 30 m فقط في 23 يوليو 1944

تم تصميم الموقع في يناير وفبراير 1943 من قبل مهندسين من منشأة الأبحاث بينيمونده ومنظمة تودت. في 25 مارس 1943، تم تقديم خطط البناء إلى هتلر، الذي أعطى الضوء الأخضر على الفور لبدء المشروع. حصلت شركة البناء هولزمان وبولانسكي على العقد وبدأ 6000 عامل من كتيبة البناء 434 البناء في نفس الشهر باستخدام خطط فرانز زافير دورش، مدير البناء في منظمة تودت. كان من المتصور أن يكون الهيكل جاهزًا بحلول نهاية يوليو 1943، على الرغم من عدم اكتمال توصيلاته وتجهيزاته، وكان من المقرر أن يكون جاهزًا للتشغيل الكامل بحلول الأول من نوفمبر 1943.
تألفت القوة العاملة من مزيج من المتخصصين الألمان والفرنسيين المجندين قسراً من خدمة العمل الإلزامي (STO). وقد تم استكمالهم بأسرى الحرب والمجندين المدنيين البلجيكيين والهولنديين والفرنسيين والبولنديين والتشيك والسوفييت، الذين تم استخدامهم كعمال عبيد. وشملت القوة العاملة أيضًا العديد من السجناء السياسيين الفرنسيين والجمهوريين الإسبان الذين فروا إلى فرنسا بعد انتصار الجنرال فرانكو في الحرب الأهلية الإسبانية ولكن تم اعتقالهم بعد ذلك من قبل الألمان الغزاة. عاش العمال غير الألمان في معسكرين معروفين رسميًا باسم منظمة تود واتن زوانجساربيتسلاجر 62 (معسكر العمل القسري 62) لمدة 2 كـم (1.2 ميل) تقريبًا. بعيدًا عن الموقع، بالقرب من قرية إبيرليك.
كانت المعسكرات تحت حراسة الشرطة المدنية الفرنسية بمساعدة النازيين البلجيكيين والهولنديين وأسرى الحرب الروس الذين تطوعوا لأداء واجب الحراسة. وعلى الرغم من معاقبة محاولات الهروب بالإعدام الفوري، فقد كانت هناك ما يصل إلى ثلاث حالات هروب يوميًا بمساعدة خارجية. ويقال إن قائد المعسكر اشتكى من أنه كان من الأسهل «حراسة كيس من البراغيث». مر أكثر من 35 ألف عامل أجنبي عبر المعسكرات خلال الفترة التي كانت تعمل فيها.

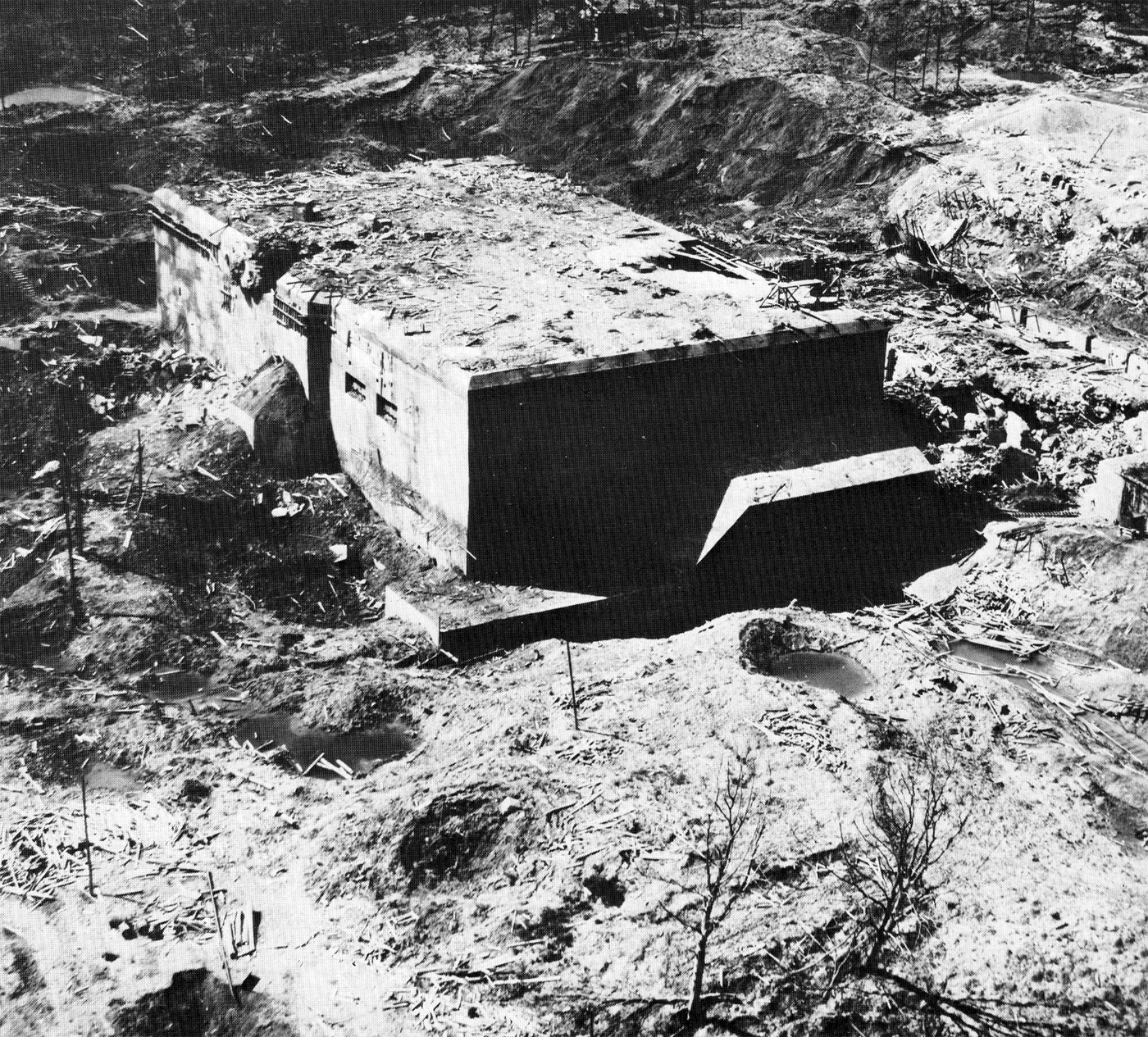
منظر جوي للمخبأ، 1944 أو 1945

كان العمال يعملون في نوبات عمل مدتها 12 ساعة تضم 3000 إلى 4000 رجل، مع ثلاث فترات راحة لمدة 20 دقيقة خلال كل نوبة. واستمر العمل على مدار الساعة طوال أيام الأسبوع، تحت أضواء كاشفة عملاقة أثناء الليل. كانت ظروف المعيشة والعمل قاسية للغاية، وخاصة بالنسبة للسجناء السياسيين والأوروبيين الشرقيين، الذين تلقوا معاملة عقابية خاصة بسبب وضعهم كأكثر أعضاء القوى العاملة قابلية للاستغناء عنهم. بالنسبة للعمال غير الألمان، كان المرض أو عدم القدرة على العمل بسبب الإصابة بمثابة حكم الإعدام، حيث سيتم تركهم ليموتوا أو نقلهم إلى معسكرات الاعتقال التي تم إحضارهم منها. علّقت لجنة ألمانية فتشت معسكرات العمل في المنطقة أواخر عام 1943 قائلةً: «العامل [الأوروبي الشرقي] شديد الصرامة. يجتهد في عمله حتى يسقط أرضًا في الوحل، وكل ما يتبقى للطبيب هو إصدار شهادة الوفاة.»
تم إنشاء مكب إمداد كبير في واتن بجوار نهر آا. تم استخدام هذا الموقع في النهاية لتخزين المواد المطلوبة لجميع مواقع الأسلحة ڤي في منطقة سانت أومير. تم نقل مواد البناء إلى هناك عن طريق الصنادل والقطارات حيث تم تفريغها على سكة حديد ديكوفيل الضيقة لنقلها إلى موقع البناء، حيث كانت الخلاطات الخرسانية تعمل ليلًا ونهارًا. تم توفير الكهرباء من خلال خط كهرباء بقوة 90 كيلو فولت يمتد إلى محول في هولك شمال واتن. مقلع قديم في ويزيرنيس يحمل الاسم الرمزي شوترويرك نورث ويست (محجر الحصى الشمالي الغربي)، حوالي 12 كـم (7.5 ميل) جنوب واتن، تم تحويله أيضًا إلى مكب تخزين لتزويد منشأة واتن.

## الاكتشاف والهجمات المتحالفة

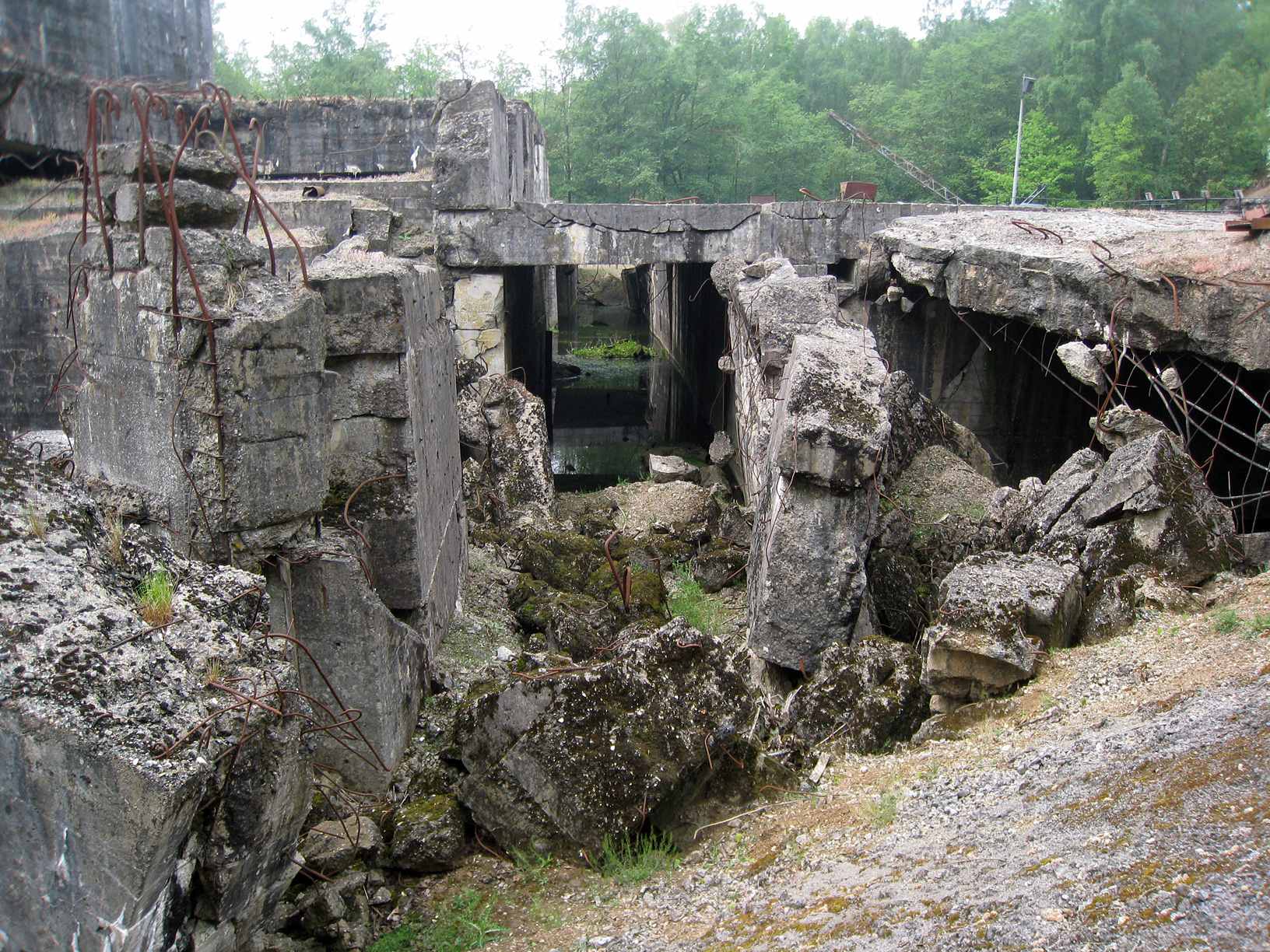
محطة القطار المحصنة المدمرة على الجانب الشمالي من المخبأ، 2011

في أوائل أبريل 1943، أبلغ أحد عملاء الحلفاء عن حفر «خنادق هائلة» في موقع واتن، وفي 16 مايو 1943 أدت مهمة استطلاعية لسلاح الجو الملكي البريطاني إلى ملاحظة مترجمين فوتوغرافيين من الحلفاء لنشاط مجهول هناك. وقد لوحظ وجود مرافق كبيرة أخرى قيد الإنشاء في أماكن أخرى من منطقة با دو كاليه. كان الغرض من أعمال البناء غير واضح للغاية؛ اعترف اللورد تشيرويل، المستشار العلمي لوينستون تشرشل، بأنه لم يكن لديه فكرة كبيرة عن ماهية «هذه الهياكل الضخمة جدًا التي تشبه مواقع المدافع» لكنه اعتقد أنه «إذا كان الأمر يستحق أن يبذل العدو كل هذا العناء في بنائها، فيبدو أنه يستحق منا تدميرها».
وفي نهاية شهر مايو، أصدر رؤساء الأركان البريطانيون أوامرهم بشن هجمات جوية ضد ما يسمى بـ«المواقع الثقيلة» التي يبنيها الألمان. في السادس من أغسطس، أوصى دنكان ساندي، الذي ترأس لجنة وزارية رفيعة المستوى لتنسيق الدفاع البريطاني ضد الأسلحة الألمانية ڤي، بمهاجمة موقع واتن أيضًا بسبب التقدم المحرز في بنائه. وأشار رؤساء الأركان البريطانيون إلى أن هجومًا نهاريًا بواسطة قاذفات أمريكية كان قيد الدراسة، لكنهم أثاروا اعتراضات على الاقتراح، حيث اعتقدت هيئة الأركان الجوية أن واتن ليس لها علاقة بالصواريخ، مما يشير إلى أنها قد تكون مجرد «غرفة عمليات محمية».
تأثر توقيت الغارة الأولى بالنصيحة التي قدمها السير مالكولم ماك ألباين، رئيس شركة البناء السير روبرت ماك ألباين، والذي اقترح مهاجمة موقع واتن بينما كانت الخرسانة لا تزال في مرحلة التصلب. في 27 أغسطس 1943، هاجمت 187 طائرة من طراز القلعة الطائرة ب-17 من القوات الجوية الأمريكية الثامنة الموقع وكانت النتيجة مدمرة. وتعرضت محطة القطار المحصنة على الجانب الشمالي من المخبأ لأضرار بالغة بشكل خاص، حيث تم صب الخرسانة هناك للتو. كتب دورنبرغر لاحقًا أنه بعد الهجوم، أصبح الموقع «كومة خراب من الخرسانة والفولاذ والدعامات والألواح. تصلب الخرسانة. وبعد بضعة أيام، أصبح الملجأ غير قابل للإنقاذ. كل ما كان بوسعنا فعله هو تسقيف جزء منه واستخدامه لأعمال أخرى.» أدى القصف إلى مقتل وإصابة المئات من عمال العبيد في الموقع؛ ورغم أن الحلفاء سعوا لتجنب الخسائر من خلال توقيت الغارة مع ما اعتقدوا أنه تغيير في نوبات العمل، إلا أن الألمان غيّروا نمط نوبات العمل في اللحظة الأخيرة لتحقيق حصة العمل اليومية.

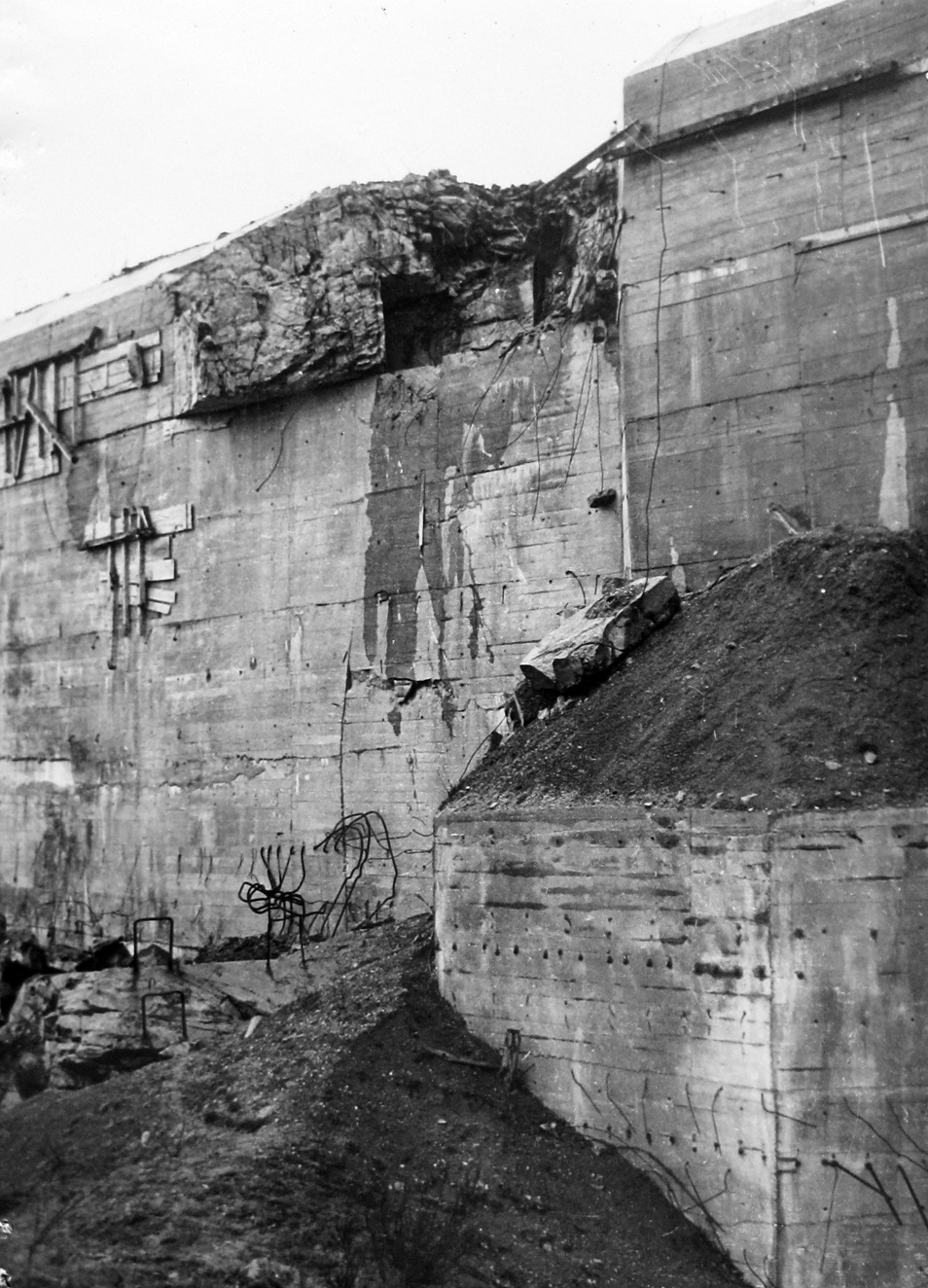
الأضرار التي سببتها قنبلة تالبوي للسقف على الجانب الجنوبي من المخبأ، تم تصويرها بعد الحرب في عام 1951

بحلول هذا الوقت، تم إكمال 35% فقط من مخبأ واتن. من الواضح أنه لم يعد من الممكن استخدامه كموقع إطلاق، لكن الألمان ما زالوا بحاجة إلى مرافق إنتاج لوكس لتزويد مواقع ڤي-2 في أماكن أخرى. بعد مسح الموقع في شهري سبتمبر وأكتوبر من عام 1943، قرر مهندسو منظمة تودت أن الجزء الشمالي من المنشأة قد تعرض لأضرار لا يمكن إصلاحها، لكنهم قرروا التركيز على استكمال الجزء الجنوبي ليكون بمثابة مصنع لـ لوكس.
توصل أحد مهندسي شركة أو تي، فيرنر فلوس، إلى فكرة لحماية المخبأ من القصف عن طريق بنائه من السقف أولاً. تم ذلك من خلال إنشاء لوحة خرسانية مسطحة على الأرض في البداية، والتي كانت 5 م (16 قدم)يبلغ سمكها ووزنها (37000 طن). تم رفعه بشكل تدريجي باستخدام الرافعات الهيدروليكية ثم دعمه بجدران تم بناؤها تحته أثناء رفعه، لتصبح السقف. كان من المقرر أن يستخدم الألمان الكهف الخرساني الناتج كمصنع للأكسجين السائل مقاوم للقنابل. تم اختيار سمك السقف على افتراض أن قنابل الحلفاء غير قادرة على اختراق مثل هذا العمق من الخرسانة؛ ومع ذلك، لم يكن الألمان على علم بتطوير البريطانيين للقنابل الزلزالية.
وبدلاً من ذلك، انتقل التركيز الرئيسي للألمان إلى شوترويرك نورث ويست، المحجر السابق في ويزرنيس القريبة، حيث كان العمل جارياً لبناء منشأة تخزين ڤي-2 مقاومة للقنابل. تم توسيع هذا المشروع لتحويل المحجر إلى منشأة إطلاق ثابتة. تم وضع الخطط لبناء قبة خرسانية ضخمة – مفتوح الآن للجمهور كمتحف لا كوبول – حيث يتم تزويد الصواريخ بالوقود وتسليحها في شبكة من الأنفاق قبل نقلها إلى الخارج لإطلاقها. نفذ الحلفاء المزيد من القصف العنيف ضد موقعي واتن وويزرنيس مع تأثير أولي ضئيل على المباني نفسها، على الرغم من تدمير شبكة السكك الحديدية والطرق المحيطة بها بشكل منهجي.
في 3 يوليو 1944، أعطى أوبركوماندو ويست الإذن بوقف البناء في كلا الموقعين، والذي تعطل بسبب القصف لدرجة أنه لم يعد من الممكن الاستمرار في العمل. بعد ثلاثة أيام نجحت غارة للحلفاء في تدمير الجزء الداخلي من مخبأ واتن بقنبلة تالبوي التي أسقطت جزءًا من السقف. وأخيرًا، في 18 يوليو 1944، أصدر هتلر مرسومًا يقضي بعدم الحاجة إلى متابعة خطط إطلاق الصواريخ من المخابئ. قرر موظفو دورنبرجر في وقت لاحق مواصلة البناء البسيط في واتن «لأغراض الخداع». أصبح الموقع نفسه عديم الفائدة الآن، كما أدرك الألمان عندما أطلقوا عليه اسم كتلة خرسانية بسخرية، وتم نقل مولدات الأكسجين السائل والآلات إلى مصنع ميتلويرك ڤي-2 في وسط ألمانيا، بعيدًا عن قاذفات الحلفاء.
استولت القوات الكندية على موقع واتن في 4 سبتمبر/أيلول 1944. وكان الألمان قد أخلوه قبل بضعة أيام وأزالوا المضخات التي كانت تُبقي القبو الكهفي خاليًا من المياه؛ وبعد ذلك بوقت قصير، بدأ الفيضان يغمره، مما جعل جزءًا كبيرًا من المخبأ غير قابل للوصول إليه من قِبل الحلفاء.

### الغارات الجوية
| التاريخ          | المهمة |
| ---------------- | --- |
| 27 أغسطس 1943    | مهمـة قيـادة القاذفات الثامنة 87/11 مجموعة سلاح الجو الملكي البريطاني رامرود إس 8: قصفت 187 طائرة من طراز بوينغ بي-17 القلعة الطائرة واتن في الساعة 1846–1941، وأسقطت 368 قنبلة من طراز 2,000 رطل (910 كـغ). كان يُعتقد أن الموقع كان منشأة للقنابل الطائرة من طراز في-1 في ذلك الوقت وتم إطلاع الأطقم على مهمة ”منشآت الطيران“ مع تعليمات بقصف الخرسانة المصبوبة حديثًا التي بدأت في التصلب من مستوى منخفض.تسبب القصف في تصلب الأسمنت الرطب وتحوله إلى فوضى لا يمكن إصلاحها. وكانت خسائر الحلفاء طائرتين من طراز «فلاينغ فورتنز» نتيجة إصابتهما بنيران مضادة للطائرات، وواحدة على يد مقاتلات «بي اف 109»، وأخرى تضررت بنيران مضادة للطائرات أثناء هبوطها في المملكة المتحدة. ومن القوة المرافقة، فشلت طائرة «ريببليك بي-47 ثاندربولت» تابعة لسلاح الجو الأمريكي في العودة، وأُسقط طياران من السرب 41 التابع لسلاح الجو الملكي البريطاني وأُسرا، وقُتل طياران من السرب 341 التابع لسلاح الجو الملكي البريطاني، أحدهما رينيه موشوت، في المعركة. |
| 30 أغسطس 1943    | مهمة قيادة الدعم الجوي الثامنة، المجموعة 38/11، سلاح الجو الملكي البريطاني، رامرود إس.14: هاجمت 24 قاذفة قنابل متوسطة من طراز نورث أمريكان بي-25 ميتشل، و18 قاذفة قنابل من طراز لوكهيد فينتوراس، و36 قاذفة قنابل متوسطة من طراز مارتن بي-26 مارودر، واتن، التي وُصفت بأنها «مستودع ذخيرة في إبيرليك» في الساعة 18:59، وألقت 49 طنًا من القنابل. فُقدت قاذفة قنابل من السرب رقم 180 بسبب نيران مضادة للطائرات، مما أسفر عن مقتل اثنين من أفراد الطاقم. كما تضررت أربع عشرة قاذفة قنابل أخرى بنيران مضادة للطائرات. |
| 7 سبتمبر 1943    | مهمة قيادة القاذفة الثامنة رقم 92: قصفت 58 طائرة من طراز ب-17 مدينة واتن، وأسقطت 116 طنًا من القنابل بين الساعة 0820 و0854. |
| 2 فبراير 1944    | المهمة 205: قامت 95 طائرة من أصل 110 طائرة من طراز كونسوليتد ب-24 ليبراتور من طراز ب-24، ترافقها 183 طائرة من طراز بيه-47 ثاندربوليت تابعة للجمهورية، بضرب مواقع الأسلحة ڤي في سيراكورت وواتن. |
| 8 فبراير 1944    | المهمة 214: قصفت 110 طائرات من طراز ب-24 مواقع الأسلحة ڤي في سيراكورت وواتن، وألقت 364 طناً من القنابل. عادت أكثر من 200 طائرة من طراز ب-26 خلال الصباح لتنفيذ هجمات المتابعة. |
| 19 مارس 1944     | المهمة 266: قصفت 117 طائرة من طراز ب-17 من أصل 129 طائرة من طراز ب-17 واتن وويزرنز وميمويكيس. ونفذت 65 قاذفة قنابل خفيفة من طراز دوغلاس أ-20 هافوك هجومًا تكميليًا بعد ظهر اليوم نفسه. |
| 21 مارس 1944     | قصفت 56 طائرة من طراز ب-24 مدينة واتن، لكن سوء الأحوال الجوية أجبر على استدعاء جميع طائرات ب-26 المرسلة للانضمام إلى الغارة. |
| 26 مارس 1944     | هاجمت 500 قاذفة ثقيلة من سلاح الجو الثامن ما مجموعه 16 موقعًا للأسلحة النووية في شمال فرنسا، بما في ذلك واتن، وألقت 1271 طنًا من القنابل. بلغت خسائر الحلفاء أربع طائرات بي-17 وطائرة بي-24 واحدة؛ كما تضررت 236 قاذفة أخرى بنيران العدو. |
| 29 مارس 1944     | تم إرسال 77 طائرة من طراز ب-24 لمهاجمة واتن، لكن أعطال المعدات والمشاكل الملاحية أدت إلى نجاح 31 طائرة فقط في قصف الهدف. |
| 6 أبريل 1944     | نفذت خمس مجموعات من طائرات ب-24 ليبراتور من فرقة القصف الثانية التابعة للقوات الجوية الأمريكية هجومًا على واتن، لكن سوء الأحوال الجوية منع جميع الطائرات باستثناء 12 طائرة من تنفيذ هجومها. |
| 18 أبريل 1944    | هاجمت قاذفات ثقيلة تابعة للقوات الجوية الأمريكية مدينة واتن. |
| 19 أبريل 1944    | 27 طائرة ب-24 هاجمت مدينة واتن خلال فترة ما بعد الظهر. |
| 1 مايو 1944      | تم إرسال أكثر من 500 قاذفة ثقيلة تابعة للقوات الجوية الأمريكية لمهاجمة مواقع الأسلحة ڤي في با دو كاليه، لكن سوء الأحوال الجوية أجبر معظمها على الإلغاء. نجحت 129 منها في مهاجمة واتن وميمويك. |
| 30 مايو 1944     | هاجمت قاذفات القنابل الثقيلة التابعة للقوات الجوية الأمريكية مدينتي واتن وسيراكورت. |
| 16/17 يونيو 1944 | هاجمت 236 طائرة من طراز لانكستر التابعة لسلاح الجو الملكي البريطاني، و149 طائرة من طراز هاليفاكس مزودة بعشرين طائرة موسكيتو مجهزة بآلات المزمار مواقع الأسلحة النارية في با دو كاليه، بما في ذلك واتن، التي تعرضت للهجوم بقنابل زلزال تالبوي لأول مرة. |
| 18 يونيو 1944    | المهمة 421: 58 طائرة ب-17 قصفت مدينة واتن. |
| 18/19 يونيو 1944 | هاجمت عشر طائرات من طراز «موسكيتو» مدينة واتن خلال طقس سيئ. أسقطت تسع قنابل، لكن النتائج غير واضحة. لم تُفقد أي طائرة. |
| 19 يونيو 1944    | هاجم السرب رقم 617 التابع لسلاح الجو الملكي البريطاني واتن بـ 19 طائرة لانكستر بقيادة طائرتين من طراز ”موسكيتر“، وقدمت 9 طائرات باثفايندر موسكيتر من المجموعة 8 علامات أولية. ومع ذلك، كانت الأحوال الجوية صعبة للغاية بالنسبة للقصف الدقيق، وأخطأ أقرب اصطدام لطائرة تال بوي الهدف بمقدار 50 يارد (46 م). |
| 6 يوليو 1944     | هاجمت 314 طائرة هاليفاكس، و210 طائرات لانكستر، و26 طائرة موسكيتو، مع ليونارد شيشاير في مقاتلة موستانج تحمل علامة موستانج، خمسة أهداف للأسلحة من طراز ڤي في با دو كاليه، بما في ذلك واتن. تم اختراق المخبأ وتضرر بشدة بقنبلة من طراز تالبوي. |
| 25 يوليو 1944    | 81 طائرة لانكستر و11 طائرة موسكيتو من المجموعتين الخامسة والثامنة، مع علامة «ويلي» تيت (بعد أن خلف تشيشاير)، هاجمت واتن وموقعين آخرين للإطلاق بقنابل تالبوي. |
| 4 أغسطس 1944     | المهمة الأولى لعملية أفروديت: استهدفت أربع طائرات BQ-7 (طائرات ب-17 يتم التحكم فيها عن بعد) محملة بالمتفجرات موقع واتن ومواقع أخرى للأسلحة النووية في منطقة با دو كاليه لكنها أخطأت أهدافها. |
| 6 أغسطس 1944     | تم إطلاق صاروخين آخرين من طراز BQ-7 ضد واتن ولكن لم يكن لهما تأثير يذكر. |
| 25 أغسطس 1944    | 87 طائرة هاليفاكس، و2 طائرة لانكستر، و5 طائرات موسكيتو، هاجموا واتن. |

## التحقيقات اللاحقة والاستخدام

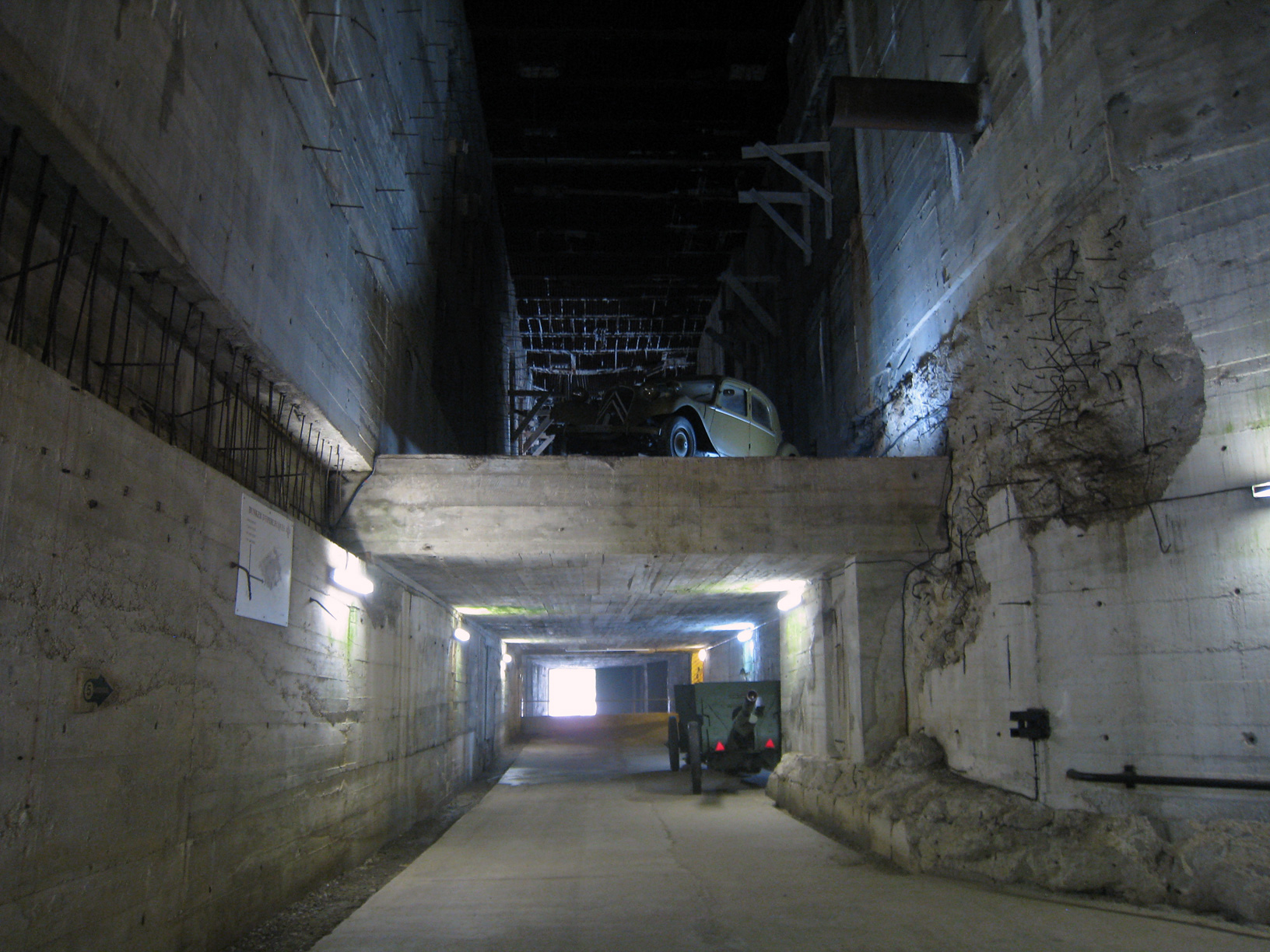
الجزء الداخلي من الـ 16 m قاعة خدمة عالية. كان من المقرر نقل الصواريخ ڤي-2 عبر هذا المكان في طريقها إلى منصات الإطلاق. تم رفع مستوى الأرضية في السنوات الأخيرة لمنع الفيضانات؛ وكان من المفترض في الأصل أن تحتوي على خط سكة حديدية.

تم تفتيش المخبأ في 10 سبتمبر 1944 من قبل العالم الذري الفرنسي فريدريك جوليو كوري، برفقة ساندي. بعد الزيارة، أمر ساندي بإرسال مهمة فنية مشتركة بقيادة العقيد تي آر بي ساندرز للتحقيق في المواقع في ميمويك، وسيراكورت، وواتن، وويزرنيس، والتي تعرف مجتمعة لدى الحلفاء باسم مواقع «القوس والنشاب الثقيل». تم تقديم تقرير ساندرز إلى مجلس الحرب في 19 مارس 1945.
وعلى الرغم من الاستيلاء على واتن، فإنه لم يكن معروفًا في هذا الوقت ما هو الغرض المقصود من هذا الموقع. وأشار ساندرز إلى أن «الغرض من هذه الهياكل لم يكن معروفًا أبدًا طوال فترة الاستطلاع والهجوم المكثف». وبناء على اكتشاف خزانات كبيرة من الألومنيوم مثبتة في الجزء الرئيسي من المخبأ، أبدى رأيه بأن الألمان كانوا يعتزمون استخدامه كمصنع لإنتاج بيروكسيد الهيدروجين لاستخدامه في تزويد الصواريخ ڤي-1 وڤي-2 بالوقود. استبعد إمكانية استخدامه لإنتاج لوكس، وخلص، خطأً، إلى أن «الموقع لم يكن له دور هجومي». وأوصى بأنه (على عكس موقعي ميمويك وويزيرنس) لا يشكل مخبأ واتن أي تهديد لأمن المملكة المتحدة، و«لا توجد بالتالي حاجة ملحة، بناءً على ذلك، لضمان تدمير الأعمال».

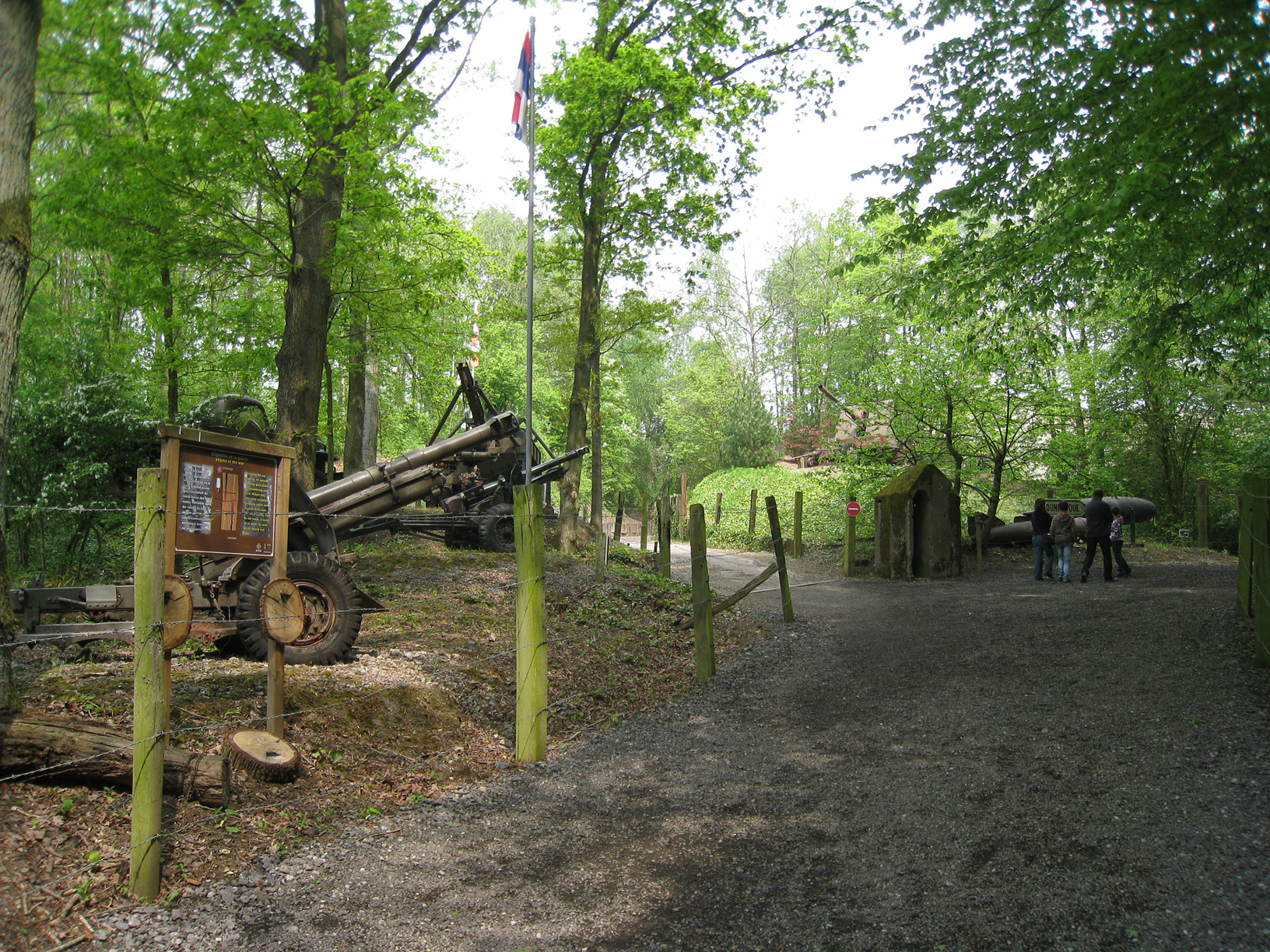
معروضات من المعدات العسكرية في زمن الحرب في الغابة المحيطة بلوكهاوس دي إيبيرليكوس

تم استهداف المخبأ مرة أخرى من قبل الحلفاء في فبراير 1945، هذه المرة لاختبار قنبلة ديزني التي تم تطويرها حديثًا - 4,500 رطل (2,000 كـغ) بمساعدة صاروخ تخترق الخرسانة ومصممة لمضاعفة سرعة التأثير الطبيعية، وبالتالي زيادة اختراق المقذوف. تم اختيار الموقع لأغراض الاختبار في أكتوبر 1944 لأنه كان يحتوي على أكبر مساحة داخلية يمكن الوصول إليها من الأهداف قيد الدراسة وكان أبعد ما يكون عن مدينة مأهولة بالسكان.
في 3 فبراير 1945، أسقطت طائرة ب-17 تابعة للقوات الجوية الأمريكية الثامنة قنبلة ديزني على مخبأ واتن وسجلت إصابة فوق قسم الجدار، لكن النتائج كانت غير حاسمة ولم يتمكن القوات الجوية من تحديد مدى نجاح القنبلة في اختراق الخرسانة. على الرغم من استخدام قنابل ديزني في العمليات في عدد من المناسبات، إلا أن إدخال هذا السلاح جاء متأخرًا جدًا بحيث لم يكن له أي أهمية في المجهود الحربي. في يناير 2009، تم استخراج جسم قنبلة ديزني من السطح، حيث كانت مغروسة فيه.

## الحفظ

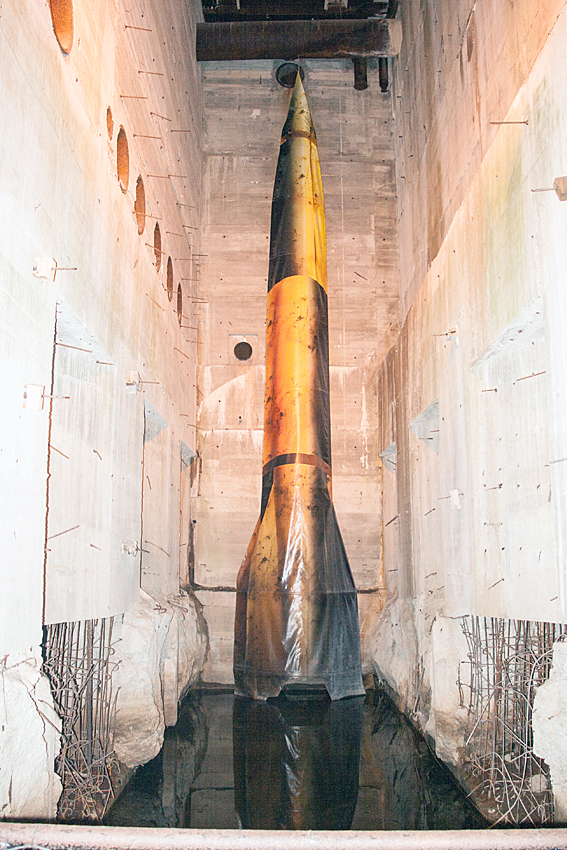
انطباع عن ڤي2 في قاعة التجمع في إبيرليسكيس

تم تفتيش مخبأ واتن مرة أخرى في 20 يونيو 1951 من قبل لجنة أنجلو فرنسية لتحديد ما إذا كان من الممكن إعادة استخدامه لأغراض عسكرية. أبلغ الملحق العسكري البريطاني المساعد، الرائد دبليو سي مورجان، مدير الاستخبارات العسكرية في وزارة الحرب أن الجزء الرئيسي من المخبأ لم يتضرر بشكل كبير بسبب القصف، وعلى الرغم من أنه غمرته المياه، إذا تم إصلاحه وتجفيفه «يمكن تجهيز المبنى بسرعة لاستقبال آلات مصنع تسييل الأكسجين، أو لأي غرض آخر يتطلب مبنى كبيرًا ومقاومًا للقنابل عمليًا».
ولم يتم استخدام المخبأ لأغراض عسكرية أخرى، وأصبحت الأرض التي يقع عليها مملوكة للقطاع الخاص. تم تركه مهجورًا لسنوات عديدة قبل أن يقرر أصحابه إعادة تطوير الموقع. في عام 1973، تم فتح المخبأ للجمهور لأول مرة تحت اسم حصن إيبرليك. تم الاستيلاء على الملكية من قبل هوبير دي ميجيل في منتصف الثمانينيات وفي 3 سبتمبر 1986 أعلنت الدولة الفرنسية أنها معلم تاريخي. تم إعادة تشجير المنطقة المحيطة بالمخبأ، على الرغم من أنها لا تزال مليئة بالحفر الناجمة عن القنابل، كما يتم عرض العديد من العناصر من المعدات العسكرية من الحرب العالمية الثانية (بما في ذلك صاروخ ڤي-1 على منحدر الإطلاق) على طول المسارات حول الموقع. يؤدي مسار مفتوح إلى المخبأ وما حوله مع وجود علامات تفسيرية في نقاط مختلفة لسرد قصة الموقع وبرنامج الأسلحة الألمانية ڤي. في عام 2009، استقبل المتحف 45000 زائر.

## الملاحظات
1. 1 2  Borel & Droulier 2000، صفحة 51
2. 1 2  Huzel 1960، صفحة 93
3. 1 2  ميريمي [ https://www.pop.culture.gouv.fr/notice/merimee/PA00108267 PA00108267]، وزارة الثقافة الفرنسية. (بالفرنسية)
4. ↑  Henshall 1985، صفحة 92
5. 1 2 3 4 5 6 7 8 9 10 11  Zaloga 2008، صفحات 6–13
6. 1 2 3 4 5 6 7 8 9 10 11  Hammel 2009، صفحات 45, 185, 182, 265–266, 270, 274–275
7. 1 2  "An Engineer Returns ... And A Museum Is Born", After the Battle 57:49–53. London: After the Battle Magazine
8. ↑  Zaloga 2008، صفحات 8–9
9. 1 2  Neufeld 1995، صفحات 172, 204
10. 1 2 3  Dornberger 1952، صفحات 73, 91, 99, 179
11. ↑  Klee & Merk 1963، صفحات 44, 46
12. ↑  Hautefeuille 1995، صفحة 309
13. 1 2 3  Longmate 2009، صفحة 105
14. ↑  Dungan 2005، صفحة 50
15. 1 2 3 4  Henshall 1985، صفحة 56
16. ↑  USAF Historical Division 1951، صفحة 90
17. 1 2  Boog 2006، صفحة 439
18. 1 2  Dungan 2005، صفحة 65
19. 1 2 3  Sanders 1945، Technical details – Watten; Vol III, pp. 4, 15
20. ↑  Reuter 2000، صفحات 54–56
21. 1 2 3  Dungan 2005، صفحة 51
22. 1 2 3  Aulich 2007، صفحة 194
23. ↑  Ley 1951، صفحة 224
24. 1 2 3  Henshall 1985، صفحة 58
25. ↑  Aulich 2007، صفحة 193
26. ↑  Aulich 2007، صفحة 199
27. ↑  Aulich 2007، صفحة 204
28. ↑  Dungan 2005، صفحة 75
29. ↑  Hinsley 1984، صفحة 380
30. ↑  Cate 1984، صفحة 84
31. 1 2 3  Longmate 2009، صفحة 106
32. 1 2 3  Ordway & Sharpe 1979، صفحات 118, 121, 218
33. 1 2  King & Kutta 2003، صفحة 114
34. ↑  Henshall 1985، صفحة 60
35. ↑  Dungan 2005، صفحة 74
36. ↑  Dungan 2005، صفحة 100
37. 1 2  Longmate 2009، صفحة 147
38. ↑  Piszkiewicz 2007، صفحة 146
39. ↑  Macksey 1995، صفحة 169
40. ↑  Henshall 1985، صفحة 64
41. ↑  Cooksley 1979، صفحات 51, 185
42. ↑  
Collier 1964، صفحات 36, 159
43. ↑  Garliński 1978، صفحة 117
44. ↑  "Mission No. 87: Watten, site in course of construction for aeronautical facilities, 27 Aug.", Aug–Sep 43 (VIII Fighter Command Narrative for 27 Aug 43), The National Archives, London, TNA AIR 40/436
45. 1 2  11 Group Operations Record Book (ORB) Appendix, 27 August 1943, The National Archives, London, TNA AIR 25/206.
46. 1 2 3 4 5  Mueller 1991، صفحات 185, 201, 202
47. 1 2 3  "Campaign Diary June 1944". Royal Air Force Bomber Command 60th Anniversary. Royal Air Force. مؤرشف من الأصل في 2007-06-11. اطلع عليه بتاريخ 2011-06-05.
48. ↑  Lowry 2004، صفحة 52
49. 1 2  "Campaign Diary July 1944". Royal Air Force Bomber Command 60th Anniversary. Royal Air Force. مؤرشف من الأصل في 2007-07-06. اطلع عليه بتاريخ 2011-06-05.
50. ↑  Nichol & Rennell 2006، صفحات 199–204
51. ↑  Sandys 1945
52. ↑  Sanders 1945، Technical details – Watten; Vol III, p. 5
53. ↑  Sanders 1945، Technical details – Watten; Vol III, p. 11
54. ↑  Sanders 1945، Appendix C: Watten; Vol I, p. 4
55. ↑  Comparative Test of the Effectiveness of Large Bombs against Reinforced Concrete Structures (Report) 1946، صفحة 6
56. ↑  McArthur 1990، صفحات 279–280
57. ↑  Lavenant, Gwénaëlle (28 Jan 2009). "La bombe du blockhaus s'est envolée vers une nouvelle vie". La Voix du Nord (بالفرنسية). Archived from the original on 2012-04-03. Retrieved 2011-06-13. Après plus d'une semaine de travaux, la bombe qui était fichée dans le toit du blockhaus d'Éperlecques a été déposée à terre, hier, dans un camion de la sécurité civile, avant d'être transportée au centre de stockage de Vimy.
58. ↑  "Rocket-Assisted Bomb Found at French Museum". Britain at War Magazine. مؤرشف من الأصل في 2011-07-23. اطلع عليه بتاريخ 2011-03-14.
59. ↑  Morgan, W.C. (30 June 1951) "Crossbow Sites". Memo MA/Paris/732.
60. 1 2  "À la découverte du blockhaus en compagnie d'Hubert de Mégille" [Discovering the Blockhaus with Hubert de Mégille (the owner)]. La Voix du Nord (بالفرنسية). 19 Jul 2010. Archived from the original on 2012-04-03. Retrieved 2011-06-09.

## وصلات خارجية
- حصن إيبرليك – موقع المتحف
- German bunkers in Northern France
- 3D model of the bunker as it would have looked if completed[وصلة مكسورة] (requires Google SketchUp to view)